# Kesseleck
Das Kesseleck ist ein 2308 m ü. A. hoher Berg in der Obersteiermark, der zu den Seckauer Tauern gehört und auf der Grenze zwischen den Gemeinden Gaal und Pölstal liegt. Der Gipfel liegt nördlich des Glanecks und südlich des Amachkogels.
Der Berg ist namensgebend für den Kesseleckkamm, wobei der Amachkogel der höchste Berg des Kesseleckkamms ist.

## Touristische Bedeutung
Das Kesseleck wird bei Routen als Zwischenetappe für Wanderungen zum Amachkogel angegeben. Bei einem Start von Norden von der Bärentalalm wird zuerst der Amachkogel bestiegen und das Kesseleck ist das Tourenziel. Diese Route wird in Hin- und Rückweg in viereinhalb Stunden abgeschlossen, wobei 13 Kilometer zurückgelegt werden. Eine Wanderung vom südlich gelegenen Sommertörl zum Amachkogel führt über das Kesseleck; mit Hin- und Rückweg dauert sie neuneinhalb Stunden bei einer Länge gut 20 Kilometern.